# Bã đậu (thực phẩm)
Okara là một thứ bột màu vàng chứa các phần không hòa tan trong nước của đậu tương, thường để lại trong bộ lọc khi bột đậu tương được lọc để làm sữa đậu nành. Nó chứa ít chất béo, nhiều protein, sắt, calci, và riboflavin.
Okara chủ yếu được dùng để chế biến thức ăn cho heo và gia súc. Nó cũng được dùng để làm trung hòa vị cho bánh mỳ hay bột nhào bánh ngọt. Giống như mọi sản phẩm của đậu tương, nó chỉ được hấp thụ dễ dàng trong hệ tiêu hóa sau khi được đun kỹ, ít nhất khoảng một giờ đồng hồ.
Từ Okara có nguồn gốc từ tiếng Nhật Bản.